# Rosa María Martínez Denegri
Rosa María Martínez Denegri (Campeche-Mérida, Yucatán, 22 de marzo de 2023) fue una política mexicana, que fue miembro del Partido Revolucionario Institucional (PRI) y del Partido Auténtico de la Revolución Mexicana (PARM), del que fue dirigente nacional; así mismo fue diputada federal y senadora en el Congreso.

## Biografía
Nació en la ciudad de Champotón, Campeche, fue maestra normalista, ejerciendo como tal e iniciando su carrera política como dirigente en el Sindicato Nacional de Trabajadores de la Educación (SNTE). 
Es considerada como una de las más cercanas colaboradoras e integrante del grupo político encabezado por Carlos Sansores Pérez —originario como ella, de Champotón—, gobernador de Campeche de 1967 a 1973 y ocupó los sus principales cargos públicos baja la influencia de éste. Fue presidenta estatal del PRI en Campeche y diputada a la XLVI Legislatura del Congreso del Estado por el distrito electoral 2 de 1968 a 1971.
En 1973 fue elegida diputada federal por el Distrito 1 de Campeche a la XLIX Legislatura que concluyó en 1976; este mismo año fue a su vez elegida senadora suplente en primera fórmula por su estado, siendo senador propietario Carlos Sansores, para las legislaturas L y LI que concluyeron en 1982. El 7 de diciembre de 1976 asumió la senaduría debido a que Sansores había recibido licencia a la misma para asumir el 1 de diciembre anterior el cargo de presidente nacional del PRI y luego director general del Instituto de Seguridad y Servicios Sociales de los Trabajadores del Estado (ISSSTE).
Fue miembro del PRI hasta 1988 cuando buscó ser candidata a presidenta municipal de Campeche, pero el partido otorgó dicha postulación a Jorge Luis González Curi. Ante ello, renunció al PRI y se unió al entonces Partido Auténtico de la Revolución Mexicana, que la hizo candidata a la alcaldía ése año, y en las elecciones de 1991 a gobernadora del estado. No logró la victoria en ninguna de las dos, pero logró que su partido fuera la segunda fuerza política de su estado, tradicionalmente priista, mediante la integración en el de muchos de sus partidarios en el SNTE. En las elecciones de 1989 fue elegida diputada a la LIII Legislatura estatal por la vía de la representación proporcional.
Con este respaldo, logró el 27 de julio de 1993 convertirse en presidenta nacional del PARM, desplazando de la misma al grupo político del dirigente anterior, Carlos Cantú Rosas. Su periodo al frente del partido fenecía en 1996, pero a consecuencia de su escasa votación en la elección de 1994, perdió su registro desde aquel año.
Tras esto, se retiró de la política activa hasta 2009, en que volvió a figurar en actos políticos del PRI, que aunque no se informó formalmente su reafiliación al mismo, se asumió como tal, llegando a recibir un homenaje del partido en 2013. En 2003, recibió por parte del gobierno campechano la medalla «María Lavalle Urbina» por su carrera política.